# Simone Emmelius
Simone Emmelius (* 1958 in Heidelberg) ist eine deutsche Medienmanagerin.

## Karriere
Nach dem Studium der englischen und deutschen Literaturwissenschaften, Volkswirtschaft und Filmwissenschaft an der Johannes-Gutenberg-Universität Mainz und der Universität Konstanz begann sie 1976 als freie Mitarbeiterin und Hospitantin bei ZDF, SWR, Frankfurter Allgemeine Zeitung, Südkurier und anschließend ab 1984 als Volontärin beim ZDF.
Von 1985 bis 1987 war sie Redakteurin in der ZDF-Hauptredaktion Gesellschafts- und Bildungspolitik, ab 1987 Stabsreferentin für neue Sender (arte, KiKA, Phoenix) und erkundete neue Verbreitungswege. Ab 1996 baute sie als Redaktionsleiterin Multimedia (ZDFvision) die digitalen Aktivitäten des Senders einschließlich der Digitalsender ZDFinfokanal und ZDFdokukanal auf. 2009 wurde sie Redaktionsleiterin von ZDFneo; zum 1. April 2012 trat sie die Nachfolge von Norbert Himmler als Leiterin an. Zum 1. Mai 2018 wurde sie neue Leiterin der ZDF-Hauptredaktion Spielfilm.
Emmelius ist verheiratet und hat zwei Söhne.